# Roulette der Herzen
Roulette der Herzen ist eine Operette in drei Akten (fünf Bildern) mit der Musik von Igo Hofstetter und dem Libretto von Ludwig Husnik. Das Werk erlebte seine Uraufführung am 14. November 1964 am Landestheater Linz. Leopold Mayer hatte die musikalische Leitung inne.

## Handlung

### Ort und Zeit
Die Operette spielt in Monte Carlo. Die Handlung ist eine exotische Liebesromanze.
Die Musik ist geprägt von Melodienreichtum und raffinierter Harmonik sowie vielen jazzigen Elementen und südamerikanischen Rhythmen.
Das Werk wurde in mehrere Fremdsprachen übersetzt und war an verschiedenen Theatern mehrere Jahre lang auf den Spielplänen.

### 1. Akt
Der Millionär Robert Lanol hat nach seiner Scheidung in Brasilien die rassige Laija, die Tochter seines Plantagenpächters, geheiratet. Die schöne Brasilianerin verlässt ihn aber schon bald nach der Hochzeit und führt nun ein kostspieliges Leben auf Kosten ihres Gatten, sodass sich dieser wieder scheiden lassen will. Das aber ist wegen eines abgeschlossenen Ehevertrags nur möglich, wenn er seiner Gattin Ehebruch nachweisen kann. Inzwischen hat Laija in Monte Carlo eine Villa gemietet, wo sie rauschende Feste gibt und sein Geld im Spielcasino verspielt. Lanol beauftragt daher den Detektiv Poulet, um Laija zu bespitzeln und um sie zum Ehebruch zu verführen. Schließlich reist er selbst nach Monte Carlo, wo er dort zufällig seine geschiedene Frau Juliette Leclair und beider Tochter Rose trifft. Rose ist in Dr. Hans Wörgler, Privatsekretär ihrer Mutter verliebt. Beide wollen heiraten, was ihre Mutter aber nicht erlaubt. Im Spielcasino trifft Hans seinen alten Freund Ernst, der als Prinz von Ixomanien in Paris weilte und kurz nach Monte Carlo gekommen ist. Der Prinz hat allerdings finanzielle Probleme, da in seiner Heimat die Revolutionäre die Macht übernommen haben und er daher von dort kein Geld mehr bekommt. Laija ist auch anwesend. Als soeben gekürte Schönheitskönigin darf sie nun einen Mann bestimmen, der mit ihr soupiert. Sie wählt eher zufällig den Prinzen, der sich aber nur widerwillig an ihren Tisch begibt. Der Prinz sollte eigentlich die Schönheitskönigin nun auch küssen, was dieser aber ablehnt, indem er vorgibt, nicht verliebt zu sein und auch nicht über die 50.000 Franc zu verfügen, die er als Auserwählter nach dem Kuss spenden müsste. Dies verwundert Laija sehr und lädt den Prinzen zu einem Fest am nächsten Tag in ihrer Villa ein, wo bei einem Roulette der Herzen über die Sache wegen des Kusses entschieden werden soll. Der Detektiv Poulet verfolgt interessiert das Geschehen in der Hoffnung, Laija könnte nun Ehebruch begehen. Poulet bietet dem Prinzen eine Million Franc, falls dieser Lajas Herz erobern kann, doch der Prinz lehnt das Angebot irritiert ab.

### 2. Akt
Auf dem Fest bei Laija erscheinen neben dem Prinzen auch Robert Lanol, Juliette Leclair, Rose, Hans und Poulet. Laija und der Prinz verlieben sich nach anfänglichen Differenzen nun doch ineinander. Aber als plötzlich ein Gesandter aus Ixomanien hereinkommt und den Prinzen zur Heimkehr in sein Land auffordert, wird die Stimmung getrübt. Der Vater des Prinzen wurde von Revolutionären entführt und der Prinz soll nun eine hohe Summe als Lösegeld hinterlegen. Laija will das Lösegeld bezahlen und mit dem Prinzen nach Ixomanien reisen. Auch Rose und Hans, der bereits von ihrer Mutter als Sekretär entlassen worden ist, kommen mit.

### 3. Akt
In Ixomanien lösen sich nun nach einigen Verwicklungen alle Probleme wie von selbst. Die Revolution und auch die Entführung des Landesfürsten war nämlich nur vorgetäuscht, um an das Lösegeld zu kommen. Dieser Plan geht auch auf, da nach der angeblichen Niederschlagung der Revolution viele Länder ihre Unterstützung anbieten. Robert Lanon, der mit seiner geschiedenen Frau in seinem Privatflugzeug ebenfalls nach Ixomanien gereist ist, gibt Laija für eine Ehe mit dem Prinzen frei. Laija verzichtet auf eine Abfindung aus dem Ehevertrag und Lanol ist erleichtert. Auch Rose und Hans dürfen endlich heiraten, da ihre Mutter ihn jetzt als Schwiegersohn akzeptiert, weil er nun einen Posten als Botschafter von Ixomanien in Aussicht hat.

## Musikalische Höhepunkte
- Ja, in Brasilien
- Ein kleiner Flirt
- Cherchez la femme
- Frauen muss man lieben
- Mademoiselle
- Liebe, dieses Wort sprich nur zu mir
- Verliebt sein
- Lieber Märchenprinz

## Tonträger
- Gesamtaufnahme CD Igo Hofstetter: Roulette der Herzen - Schach dem Boss, Hamburger Archiv für Gesangskunst [2018]
- Einzeltitel auf der CD Igo Hofstetter. ORF Oberösterreich 1996; mit Margit Schramm, Waldemar Kmentt, Helga Papouschek und Harry Friedauer und dem Großen Linzer Rundfunkorchester unter der Leitung von Leopold Mayer